# Поліське (Народицький район)
Поліське (Королево-Альбертівка) — колишнє село в Україні.
Знаходиться в Народицькому районі Житомирської області. Підпорядковувалось Великокліщівській сільській раді. Виселено через радіоактивне забруднення внаслідок аварії на ЧАЕС. Населення в 1981 році — 150 осіб. Зняте з обліку 28 грудня 1990 року Житомирською обласною радою.